# Gebel Kamil
Koordinaten: 22° 1′ 6″ N, 26° 5′ 15,7″ O

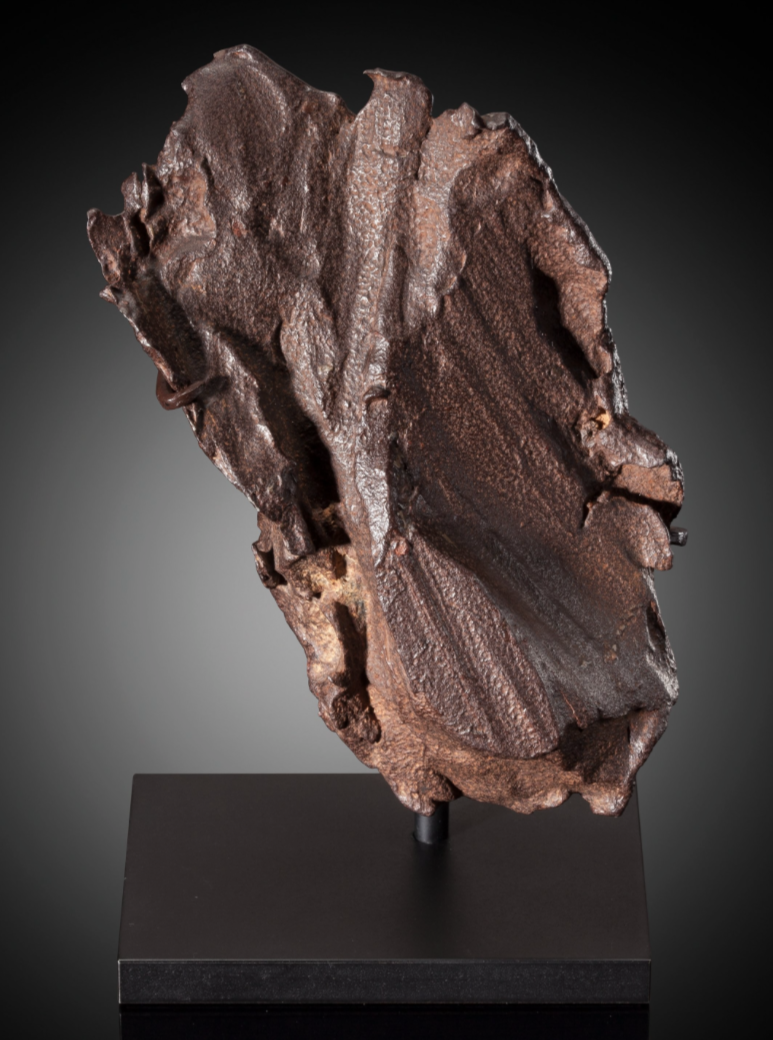
Bruchstück des Meteoriten (15,1 × 8,0 × 5,5 cm, Masse 1.693 kg)

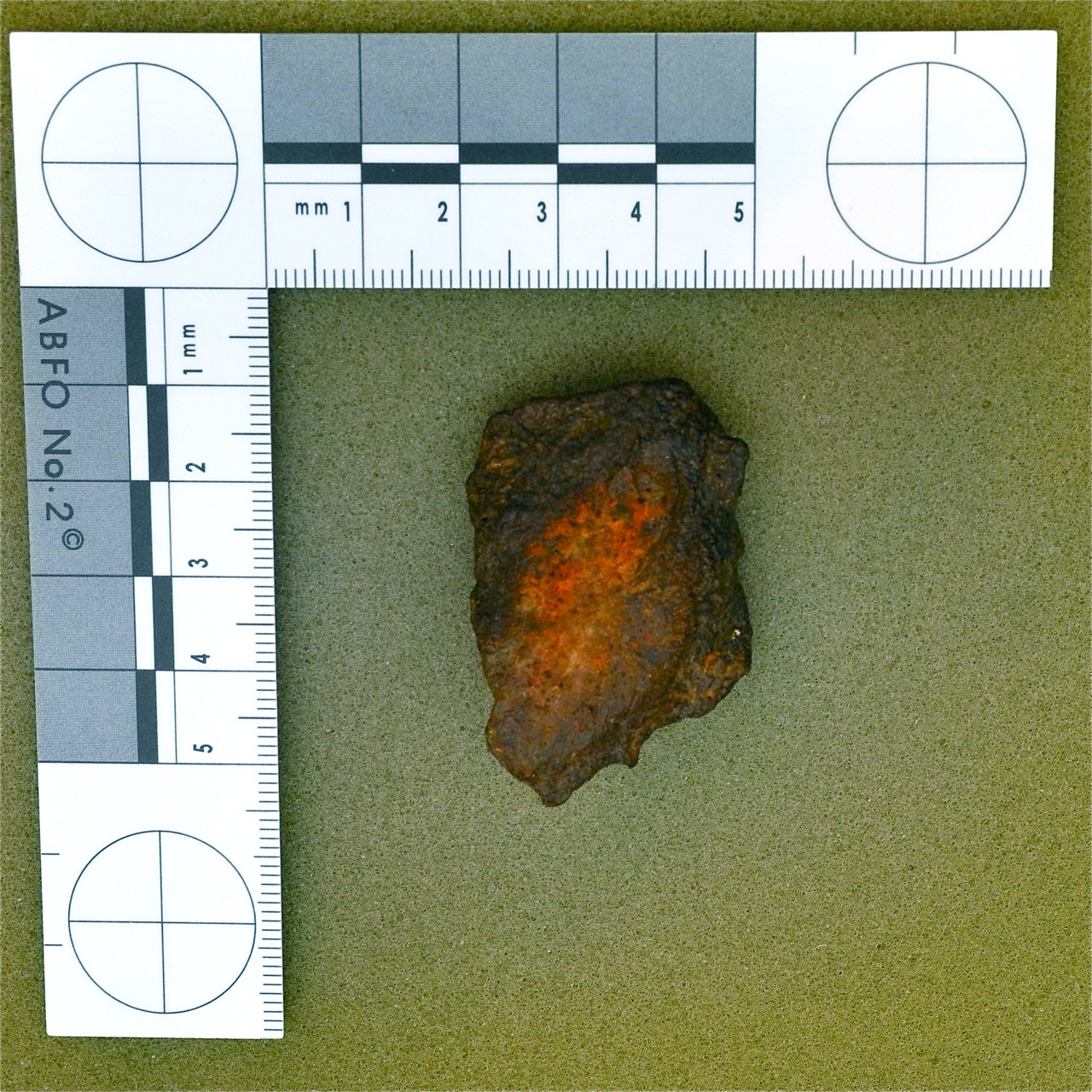
Ein 60-Gramm-Fragment des Meteoriten

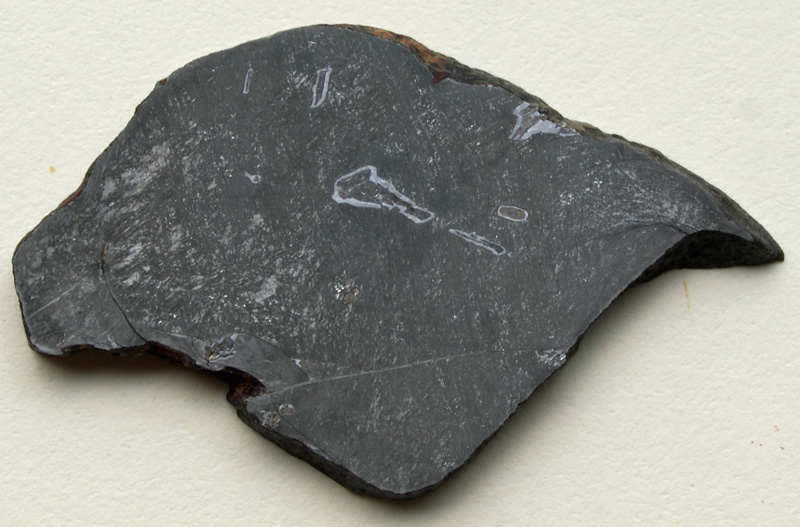
Scheibe des Gebel-Kamil-Meteoriten mit Einschlüssen aus Schreibersit und Kamazit

Gebel Kamil (italienische Schreibweise für englisch Djebel Kamil, deutsch Dschebel Kamil; arabisch جبل كامل, DMG Ǧabal Kāmil) ist ein Meteorit, dessen Krater (Kamil-Krater) in der Umgebung des Berges Djebel Kamil in Ägypten gefunden wurde.
Im Jahre 2009 entdeckte Vincento De Michele mit Google Earth  in der Ost-Uweinat-Wüste im südwestlichen Ägypten nahe der Grenze zum Sudan eine ungewöhnliche Gesteinsformation, die sich als Einschlagkrater mit einem Durchmesser von 45 Metern herausstellte. Der Höhenunterschied vom Kraterrand bis zum Zentrum des Kraters beträgt etwa 8 Meter, wobei dort bereits ungefähr 2 Meter äolische Sedimente abgelagert sind. Auf Satellitenaufnahmen ist zu sehen, dass dieser Krater geologisch noch sehr jung sein muss, da die Ejektadecke gut zu erkennen ist. Die Forscher gehen bisher davon aus, dass der Einschlag jünger als 5000 Jahre ist, da menschliche Spuren durch Auswurfmaterial überdeckt sind. Im Umfeld des Kraters konnte Impaktglas identifiziert werden. Während zweier italienisch-ägyptischer Expeditionen zu diesem Krater im Februar 2009 und Februar 2010 wurden über 1,6 Tonnen meteoritisches Material gesammelt, wobei noch mehr Material gefunden und kartiert wurde. Der Meteorit ist als ungruppierter Eisenmeteorit klassifiziert. Er hat eine Ataxit-Struktur mit zentimetergroßen eingelagerten Schreibersit-, Troilit- und Daubréelith-Kristallen.
Dass in nächster Nähe der Einschlagstelle nicht nur das übliche Bodenmaterial, sondern auch Tausende von Splittern des Meteoriten selbst gefunden wurden, wird als ungewöhnliche Tatsache gewertet. Wissenschaftler schließen daraus, dass Gebel Kamil die Erdatmosphäre trotz seiner geringen Masse von (geschätzt) nur 5 bis 10 Tonnen weitgehend unzerstört durchqueren konnte und erst beim Aufschlag auf den Boden zerbrach. Bisher ging man davon aus, dass Meteoriten mit einer Masse von unter 3000 Tonnen die thermischen und mechanischen Belastungen beim Durchqueren der Atmosphäre nicht aushalten und zerbrechen, lange bevor sie den Erdboden erreichen.